# Diego Fernández de Cevallos
Diego Fernández de Cevallos Ramos (Ciudad de México, 16 de marzo de 1941), también conocido como «El Jefe Diego», es un abogado y político mexicano, miembro del Partido Acción Nacional. Fue candidato a la presidencia de México por el PAN en las elecciones federales de 1994.

## Primeros años
Diego Fernández de Cevallos Ramos nació el 16 de marzo de 1941 en la Ciudad de México. Es el tercero de los quince hijos de José Fernández de Cevallos y Martínez, miembro fundador del Partido Acción Nacional y de su esposa Beatriz Ramos Íñigo. Estudió la primaria en la localidad en que vivía con sus padres en el estado de Querétaro bajo la tutela de un profesor privado; secundaria y bachillerato en el Instituto de Ciencias de Guadalajara. Licenciado en Derecho egresado de la Universidad Nacional Autónoma de México (1961-1964), asimismo, cursó estudios de economía en la Universidad Iberoamericana, institución en donde también trabajó como profesor de derecho penal y mercantil. Durante toda su vida ha destacado como abogado, siendo controvertidos los casos que ha manejado pues ha sido acusado de utilizar sus influencias políticas para obtener información y beneficios como abogado.
En 1959, se afilió al Partido Acción Nacional (PAN), donde es considerado uno de los principales personajes debido a su influencia política. En el PAN ocupó cargos en el Comité Ejecutivo Nacional de 1969 a 1971, de 1975 a 1977 y de 1990 a 2005; fue además candidato a diputado federal en las elecciones de 1970, 1976, 1985 y 1991, siendo electo en las últimas. En las elecciones de 1988 al formarse el denominado Gabinete Alternativo por el candidato presidencial del PAN Manuel Clouthier, éste lo nombró como Secretario de Política Interior.

## Diputado federal
En 1991 fue elegido diputado federal plurinominal a la LV Legislatura, siendo nombrado coordinador de los diputados del PAN, de esta época data el apodo por el que es popularmente conocido, Jefe Diego, como lo llamaban los diputados coordinados por él y de las demás bancadas; desde 1988 pero sobre todo en este periodo fue uno de los principales negociadores del PAN con el gobierno de Carlos Salinas de Gortari, que permitieron el apoyo panista a numerosas iniciativas de ley del presidente, esta cooperación de la dirigencia del PAN —presidida por Luis H. Álvarez—, llevó a la salida del PAN de un grupo de militantes que no lo aprobaban y que recibieron el nombre del Foro Doctrinario, como José González Torres, Jesús González Schmall, Pablo Emilio Madero, Jorge Eugenio Ortiz Gallegos y Bernardo Bátiz, entre otros.
Entre las iniciativas que como líder parlamentario del PAN apoyó en este periodo fue la copia estenográfica y posterior destrucción de las boletas electorales de la Elecciones de 1988, que habían dado el triunfo a Salinas de Gortari y que el PRD y un sector del PAN señalaban como fraudulentas. Las boletas habían estado en poder del gobierno de Salinas de Gortari por más de 3 años por lo que su contenido no era fiel al resultado electoral.

## Candidato presidencial
A finales de 1993 solicitó licencia como diputado federal para buscar la candidatura presidencial del PAN, en la convención electoral del PAN resultó elegido como candidato derrotando las precandidaturas de Adalberto Rosas López y Javier Livas Cantú; en el proceso electoral constitucional se enfrentó principalmente con los candidatos del PRI, Luis Donaldo Colosio y tras su asesinato, Ernesto Zedillo, así como el del PRD, Cuauhtémoc Cárdenas.
Zedillo, Cárdenas y Fernández de Cevallos protagonizaron aquel año el primer debate televisivo entre candidatos presidenciales en la historia electoral de México, durante el cual según diversas opiniones Fernández se alzó con el triunfo de acuerdo a la percepción popular y lo cual le podría dar un fuerte impulso a su candidatura; sin embargo, en los días posteriores su campaña pareció perder fuerza según lo publicado por los medios de comunicación quienes ocultaron deliberadamente sus actividades para dar esta percepción. Años posteriores, esta versión fue confirmada por el propio Emilio Azcárraga Milmo, director de Televisa.
Finalmente en las elecciones obtuvo el segundo lugar, con un total de 9,146,841 votos que equivalen al 25.92% del total de los votos, frente a 17,181,651 votos obtenidos por el ganador Ernesto Zedillo.
Tras este proceso se mantuvo alejado de la actividad política aunque fue mencionado en varias ocasiones como posible candidato a Jefe de Gobierno del Distrito Federal en 1997 y de nuevo a presidente de México en 2000, no aceptando ninguna de las dos y continuando con su carrera profesional de abogado.

## Senador
En 2000 fue elegido Senador plurinominal como número 1 en la lista del PAN, siendo durante los seis años de su periodo, hasta 2006, el coordinador de los Senadores del PAN; ejerció como Presidente del Senado en dos periodos, de 2001 a 2002 y de 2004 a 2005. Durante este periodo fue frecuentemente acusado de ejercer un tráfico de influencias con diversos sectores para aprobar leyes que pudiera beneficiar a ciertos sectores, principalmente los medios de comunicación como las televisoras, así como obtener como abogado fallos favorables hacia sus clientes y en contra de instancias gubernamentales. Ante lo cual, el PRD demandó que se ejerciera juicio político en su contra.
A pesar de las constantes y muy variadas acusaciones de sus opositores, nada fue comprobado en contra de Diego Fernández de Cevallos. Ello derivó en una denuncia interpuesta por el mismo Fernández de Cevallos ante la Fiscalía General, en el año 2021 en donde exige que públicamente López Obrador muestre las pruebas que dice tener en contra de él y de sus actividades ilícitas siendo que la respuesta del Gobierno de México ha sido el silencio absoluto ante tan denuncia.

## Secuestro
El 14 de mayo de 2010 por la noche desapareció al llegar a un rancho de su propiedad en el municipio de Pedro Escobedo, en el estado de Querétaro, según la Procuraduría General de la República; siendo localizado esa misma noche abandonado el vehículo en el cual se trasladaba, y en el que localizaron restos de sangre, en las cercanías de la población de Quintanares, en el mismo municipio. La PGR y la Procuraduría General de Justicia de Querétaro confirmaron su desaparición, negando así mismo las versiones que indicaban que había sido localizado su cuerpo sin vida, versión que se le adjudicó al exlíder nacional del PAN Manuel Espino Barrientos, quien con posteridad lo negó.
Ante ello, el presidente Felipe Calderón Hinojosa condenó el hecho, así como ordenó la investigación y búsqueda de Fernández de Cevallos; a esta condena, se unieron personajes políticos de todos los partidos; e incluso el presidente del Gobierno Español, José Luis Rodríguez Zapatero, en ocasión de la visita de Felipe Calderón a España.
La noche del 15 de mayo se confirmó que los restos de sangre encontrados en el vehículo abandonado pertenecían a Diego Fernández de Cevallos, encontrándose además del rastro de sangre unos lentes de su propiedad. El lunes 17 de mayo la familia Fernández de Cevallos a través del exprocurador general de la República, Antonio Lozano Gracia, llamó públicamente a los probables captores a ponerse en contacto con ellos y negociar la libertad, finalmente el 19 de mayo varios legisladores pidieron que el caso fuera atraído por la Procuraduría General de la República. El mismo día 19 de mayo el comité estatal del PAN en Querétaro inició una campaña de apoyo a Diego Fernández de Cevallos mediante anuncios espectaculares, sin embargo, al día siguiente la familia les solicitó retirarlos, lo cual fue realizado de inmediato.
El jueves 14 de octubre se dio a conocer un comunicado de fuentes muy cercanas a su familia donde se decía que se pagó una cantidad que redondea los 20 millones de dólares por su liberación que presuntamente sería en el mes de noviembre del mismo 2010. Aunque esta versión ya fue desmentida por la propia familia de Fernández de Cevallos aludiendo a un pariente lejano deseoso de atención pública.
Desde la tarde del jueves 20 de mayo y durante el viernes 21 de mayo comenzó a circular por correo electrónico y redes sociales una presunta fotografía de Diego Fernández de Cevallos con los ojos vendados, sin que haya sido confirmada o no su autenticidad; el 21 de mayo la familia Fernández de Cevallos solicitó mediante un comunicado a las autoridades mantenerse al margen de las negociaciones para lograr la liberación.
Desde finales del mes de mayo y en todo junio no hubo noticia sobre su estado o ubicación. A inicios del mes de julio, a punto de cumplirse dos meses de la desaparición trascendió la información sobre la cual la familia Fernández de Cevallos y los presuntos captores se encontrarían negociando la cantidad de dinero que debería de ser pagada por su liberación; el exprocurador Antonio Lozano Gracia encabezó las negociaciones.
El 13 de septiembre se difundió otra imagen en donde se visualiza a Fernández de Cevallos sosteniendo un ejemplar de la revista Proceso que contenía su imagen junto a Carlos Salinas de Gortari.
El lunes 20 de diciembre de 2010, la Procuraduría General de la República (PGR) confirmó que Diego Fernández de Cevallos fue liberado después de siete meses y seis días de secuestro. A través del canal de noticias FOROtv se anunció su liberación y el periodista Joaquín López Doriga, declaró vía telefónica que "se encuentra bien de salud, aunque débil, pero ya está en su casa".

## Controversias
Diego Fernández de Cevallos es propietario de varias hectáreas en la zona turística conocida como Punta Diamante en Acapulco, Guerrero. Dichos terrenos fueron expropiados por el gobernador de Guerrero José Francisco Ruiz Massieu (cuñado del expresidente Carlos Salinas de Gortari) en 1992 con el objetivo de “promover el turismo en la entidad”, dichos predios eran propiedad de pequeños propietarios y centenares de ejidatarios. Tiempo después, los comuneros denunciaron que fueron obligados a aceptar la expropiación bajo amenazas, para que el gobierno estatal pudiera vender ese suelo.
Las supuestas irregularidades en la dación de estos terrenos a Fernández de Cevallos, entonces senador, motivaron a que 10 años después de lo sucedido un grupo de opositores solicitaran su desafuero, en 2002, para que respondiera de las acusaciones de escrituración ilegal de los mismos. 
En su último desempeño como senador, de 2000 a 2006, fue uno de los principales promotores de la controvertida Ley Televisa. Es socio de un conocido despacho de abogados que ganaba casos en contra de cobros indebidos de impuestos por parte del Servicio de Administración Tributaria (SAT), lo que le valía críticas y acusaciones de tráfico de influencias, toda vez que desempeñaba como senador durante los litigios y que el gobierno federal era de extracción panista. En 2007 se realizaron cambios en la constitución y la ley del congreso para prohibir que los legisladores litiguen contra el Estado, dicha propuesta fue conocida como “La ley Anti Diego”, se buscaba evitar que los personajes políticos con poder litigaran en despachos privados, para combatir la asociación corrupta. Incluso, sus secuestradores hablarían en algún momento de Cevallos como "traficante de influencias y rentista de la crisis".
En San Juan del Río, Querétaro, donde residen algunos de sus hermanos, estos últimos son señalados de haber hecho negocios inmobiliarios apropiándose de casas intestadas y terrenos sin dueño en este municipio, así como de otras extensiones en el estado de Querétaro. Su vinculación con el expresidente Carlos Salinas siempre ha sido frecuente, sobre todo después de 1988, siendo identificado como parte del Grupo compacto del Salinismo. Fue considerado el aspirante fuerte en 1993 frente a Ernesto Zedillo, pero de manera extraña su campaña perdió fuerza, desde entonces circularon versiones de que su candidatura fue vendida al gobierno.
Fernández de Cevallos y su despacho fueron los defensores legales de la empresa MetMex Peñoles, denunciada en el caso de 11 000 niños envenenados debido a la contaminación ocasionada por la fundidora en Torreón, Coahuila. Hubo movilizaciones de los padres y denuncias penales de los afectados, que no prosperaron en los tribunales. En su momento también se acusó a los importantes nexos políticos del abogado Fernández de Cevallos de la impunidad de su empresa cliente.
Durante el Salinismo se comentaba irónicamente en los círculos políticos nacionales que a Fernández de Cevallos le decían La Ardilla; “porque se la pasaba en Los Pinos”. En esa etapa fue cuando comenzó a hablarse del "PRIAN", por la propuesta de cogobierno hecha por Salinas, necesitado de legitimidad, y cuya cabeza más visible por parte del PAN fue Fernández de Cevallos.
Durante el escándalo político conocido como los videoescándalos, en 2004, en los cuales se observaba a líderes perredistas ser sobornados por el empresario Carlos Ahumada; Fernández de Cevallos fue señalado por el propio Ahumada, junto con el expresidente Salinas, de ser los autores intelectuales de la trama mediática. Carlos Ahumada indicó que estaba siendo acusado por fraude por un monto de 31 millones de dólares y quería ampliar sus negocios en el país, el entonces senador panista le ofreció protección de la acusación y apoyarlo en sus negocios a cambio de que se difundieran por televisión los videos que involucraban a los perredistas recibiendo dinero en efectivo, según su denuncia, Fernández de Cevallos le habría dicho que tendría el apoyo del secretario de Gobernación Santiago Creel y del procurador general Rafael Macedo de la Concha.
En 2010 Fernández de Cevallos fue señalado por la periodista Ana Lilia Pérez como parte de la red de corrupción alrededor de PEMEX que se habría beneficiado con contratos multimillonarios obtenidos mediante tráfico de influencias.
A través de una supuesta entrevista, nunca desmentida por Fernández de Cevallos, tuvo circulación un audio en donde se escuchaba a Fernández de Cevallos afirmar que habría de: “pagar el precio que se tenga que pagar”, para “desaparecer” al Presidente López Obrador, sugiriendo un posible asesinato o secuestro, ya que, dijo el político panista; “está harto” de la “insolencia” del mandatario mexicano.
En 2019 se hizo público que Fernández de Cevallos adeuda más de 900 millones de pesos de predial, recargos y multas, por una de sus propiedades en el estado de Querétaro, desde 1993.
Fernández de Cevallos pagó después solamente 12 millones de los 984 millones de pesos de adeudo, luego de que el alcalde del municipio de Colón, de extracción panista, le condonara discrecionalmente el 98% de su adeudo.